# Ошешть (комуна)
Ошешть, Ошешті (рум. Oșești) — комуна у повіті Васлуй в Румунії. До складу комуни входять такі села (дані про населення за 2002 рік):
- Буда (1417 осіб)
- Вилчеле (65 осіб)
- Ошешть (1340 осіб) — адміністративний центр комуни
- Педурень (339 осіб)

Комуна розташована на відстані 279 км на північ від Бухареста, 22 км на північний захід від Васлуя, 44 км на південь від Ясс.

## Населення
За даними перепису населення 2002 року у комуні проживала 3161 особа.
Національний склад населення комуни:
| Національність | Кількість осіб | Відсоток |
| -------------- | -------------- | -------- |
| румуни         | 3148           | 99,6%    |
| цигани         | 12             | 0,4%     |

Рідною мовою назвали:
| Мова      | Кількість осіб | Відсоток |
| --------- | -------------- | -------- |
| румунська | 3160           | > 99,9%  |

Склад населення комуни за віросповіданням:
| Релігія       | Кількість осіб | Відсоток |
| ------------- | -------------- | -------- |
| православні   | 3066           | 97,0%    |
| п'ятдесятники | 44             | 1,4%     |
| адвентисти    | 15             | 0,5%     |
| старообрядці  | 11             | 0,3%     |
| не релігійні  | 6              | 0,2%     |
| римо-католики | 2              | 0,1%     |
| мусульмани    | 1              | < 0,1%   |